# Euthalia lusiada
Euthalia lusiada är en fjärilsart som beskrevs av Felder 1863. Euthalia lusiada ingår i släktet Euthalia och familjen praktfjärilar. Inga underarter finns listade i Catalogue of Life.